# Richard Ernest Barker
Richard Ernest Barker, britanski general, * 1888, † 1962.